# Aparecido Francisco de Lima
Aparecido Francisco de Lima (Alvorada do Sul, Paraná, 2 de noviembre de 1981), o simplemente conocido como Lima, es un exfutbolista brasileño. Jugaba como delantero centro y su último club antes de retirarse fue Hercílio Luz Futebol Clube, de la primera división del estado de Santa Catarina.

## Trayectoria
Lima jugó previamente en el Campeonato Brasileño en Coritiba y Cruzeiro antes de llegar al Sporting Braga de Portugal. En Atlético Paranaense llegría a la final de la Copa Libertadores 2005 siendo pieza clave y anotando seis goles en el transcurso de la competición. Más tarde, luego de una experiencia en Arabia Saudita, sería dado a préstamo a São Paulo y Botafogo. Luego, después de finalizar contrato con Al-Ittihad, jugaría en São Caetano, Corinthians y Figueirense. Pasaría nuevamente por el Furacão, por Catar, Bahia, Paraná Clube, Caxias y Ceará, para en 2012 llegar a Lobos BUAP, de México.

## Clubes
| Club                    | País           | Año         |
| ----------------------- | -------------- | ----------- |
| Coritiba                | Brasil         | 2000-2003   |
| Cruzeiro                | Brasil         | 2004        |
| Sporting Clube de Braga | Portugal       | 2004-2005   |
| Atlético Paranaense     | Brasil         | 2005        |
| Al-Ittihad              | Arabia Saudita | 2005 - 2007 |
| São Caetano             | Brasil         | 2007        |
| Corinthians             | Brasil         | 2008        |
| Figueirense             | Brasil         | 2008        |
| Atlético Paranaense     | Brasil         | 2009        |
| Al-Shamal Sports Club   | Catar          | 2009        |
| Bahia                   | Brasil         | 2010        |
| Parana Clube            | Brasil         | 2010        |
| Caxias                  | Brasil         | 2011        |
| Ceará                   | Brasil         | 2012        |
| Lobos BUAP              | México         | 2012 - 2013 |
| ABC                     | Brasil         | 2013        |
| ASA                     | Brasil         | 2014        |
| Itumbiara               | Brasil         | 2015 - 2016 |
| Hercílio Luz            | Brasil         | 2016 - 2017 |